# Necydalis indicola
Necydalis indicola är en skalbaggsart som beskrevs av Gardner 1941. Necydalis indicola ingår i släktet stekelbockar, och familjen långhorningar. Inga underarter finns listade i Catalogue of Life.